# Exocentrus longespinicollis
Exocentrus longespinicollis là một loài bọ cánh cứng trong họ Cerambycidae.